# ازدواج سفید
ازدواج سفید یکی از روش‌های رایج ارتباطی در جهت تشکیل خانواده است که برای سازگاری با مشکلات دنیای مدرن مطرح شده است. در این نوع ازدواج، افراد بدون آن که ازدواج خود را به شکل رسمی و قانونی و شرعی ثبت کنند صرفاً با توافق یکدیگر اقدام به زندگی در کنار یکدیگر می‌کنند.
معمولاً ازدواج سفید هنگامی اتفاق می‌افتد که طرفین ازدواج تمایل دارند با یکدیگر تبادلات عاطفی، جنسی، عقلانی و اخلاقی داشته باشند اما به هردلیلی نمی‌توانند از پس تعهدات اقتصادی و اجتماعی ازدواج دائم بر بیایند و تصمیم به ازدواج سفید می‌گیرند و در کنار یکدیگر زندگی می‌کنند.
ازدواج سفید نیازهای جنسی را که برای تأمین و ارضای آنها در چارچوب‌های قانونی و سنتی جامعه راهی باقی نمانده است، در یک بستر نسبتاً مشخص، قاعده‌مند می‌کند.

## تعاریف
اصطلاح ازدواج سفید دو کاربرد متفاوت نو و کهن دارد :

کاربرد نو نمونه فارسی‌زبان آن است که «ازدواج سفید» (و گاهی ازدواج سپید) برای توصیف زندگی مشترک بدون ازدواج رسمی است (که نباید با نکاح عرفی یا [ازدواج عرفی] اشتباه گرفته شود).
کاربرد کهن‌تر «ازدواج سپید» در زبان فرانسه و انگلیسی می‌باشد (انگلیسی: White marriage, فرانسوی: Mariage blanc‎) که به معنی ازدواج بدون وصال یا ثبت شده و قانونی، اما به دلایل مختلف حتماً بدون رابطه جنسی ست. نام ازدواج سپید احتمالاً ریشه در سپید بودن ملحفه شب اول ازدواج داشته است.
در ایران دو تعریف متفاوت از این زندگی مشترک وجود دارد:
1. در ایران گروهی می‌گویند مقصود از ازدواج سپید آن است که دو طرف بدون عقد نکاح اقدام به ازدواج و تشکیل زندگی مشترک می‌کنند.[۹] اما منابع فارسی‌زبان آلمان، زندگی مشترک بدون ازدواج یا ازدواج سپید را پیش‌زمینه‌ای برای بسیاری از ازدواج‌های رسمی مطرح می‌کنند[۱۰] همچنین ازدواج‌های ادیان دیگر بدون عقد نکاح اسلامی است یا نکاح عرفی اسلامی بدون ثبت دولتی انجام می‌شود.
2. همچنین گروه دیگر در ایران آن را معادل هم‌باشی یا زندگی مشترک بدون ازدواج تعریف می‌کنند.[۱۱][۱۲] (البته نه تعریف گسترده‌تر آن که به معنی هم‌زیستی است، بلکه تعریفِ محدود به زندگی مشترک زناشویی بدون ازدواج، که طرفین همدیگر را همسر و متعهد به یکدیگر نمی‌دانند)

## ابهام زدایی
همچنین ممکن است ازدواج سفید به یکی از موارد زیر اشاره داشته باشد:

### ازدواج ثبت نشده
- نکاح عرفی (نکاح شرعی ثبت نشده در مراجع قانونی دولتی اما با قرائت صیغه عقد نکاح)
- نکاح معاطاتی (نکاح با قرائت صیغه عقد نکاح بدون ثبت اما با توافق طرفین بر تعهد در زندگی مشترک زناشویی)
- ازدواج کامن لا (که معمولاً با عنوان ازدواج سفید مطرح نمی‌شود. ازدواجی است که در کشورهایی که قانون عرفی کامن‌لا را اجرا می‌کنند و نوعی از هم‌باشی همراه تعهد است که از نظر دولت ازدواج قانونی ثبت نشده در نظر گرفته می‌شود)
- اتحاد مدنی (که محدود به دگرجنس‌گرایان نمی‌شود ولی در اینجا مقصود فقط دگرجنس‌گرایان هستند)
- ازدواج موقت ثبت نشده

### روابط خارج از ازدواج
- هم‌باشی (یک تعریف کلی از انواع زندگی با یکدیگر همراه رابطه جنسی که می‌تواند شامل تعهد بین دو نفر باشد یا ازدواج کامن‌لا باشد یا به‌طور کلی زندگی با یکدیگر بدون هیچ‌گونه تعهدی باشد که طرفین همدیگر را همسر و متعهد به یکدیگر نمی‌دانند و هم‌باشی برای تمام این موارد کاربرد دارد مشروط به اینکه به‌طور رسمی ازدواج نکرده باشند چه در کشورهایی که مجری کامن‌لا هستند یا نیستند. اما در تعریف واژه هم‌باشی می‌تواند دربارهٔ زندگی خانوادگی یا هر نوع زندگی مشترک دیگری حتی با حیوانات نیز به کار برده شود و ریشه آن به قرن شانزدهم برمی‌گردد.[۱۳])

### کاربردهای نادرست
به دلیل برداشت اشتباه عموم ممکن است که ازدواج سفید به اشتباه برای موارد به کار برده شود که صحیح نیست:
- ازدواج کامن‌لا (یا ازدواج عرفی) فقط مختص کشورهایی است که در واقع، کامن لا (عرف) را اجرا می‌کنند (فقط در صورتی که تشکیل این نوع زندگی در آن کشورها یا ایالت‌ها باشد، در دیگر نقاط جهان نیز مورد تأیید خواهد بود). این نوع ازدواج بیشتر با هم‌باشی اشتباه گرفته می‌شود اگر چه نوعی از هم‌باشی هست اما به دلیل قوانین عرفی کشور مربوط پشتوانه حقوقی و قانونی دارد. برای مثال در فنلاند زندگی مشترک بدون ازدواج رسمی با عنوان «Common-law Relationship» مطرح شده است[۱۴] که نباید با هم‌باشی اشتباه گرفته شود زیرا مسئولیت‌ها، مسائل قانونی و حقوقی در ازدواج کامن‌لا که ثبت دولتی یا مذهبی ندارد کاملاً با هم‌باشی متفاوت است اما به دلیل اینکه ازدواج کامن‌لا در ایران رسمی نیست، برداشت جامعه فارسی‌زبان از زندگی مشترک بدون ازدواج (عنوانی که در فنلاند مطرح می‌شود) با هم‌باشی یکسان است.
- نکاح عرفی یا ازدواج شرعی اسلامی ثبت نشده معمولاً در مناطق عرب‌نشین خلیج فارس رایج است نباید با ازدواج سفید که یک تعریف نو در فارسی است اشتباه گرفته شود.
- از دیگر برداشت‌های اشتباه از ازدواج سفید مشابه دانستن آن با ازدواج موقت یا متعه است. این دو مفهوم با آن که مشابهت‌هایی مانند موقتی بودن ازدواج، وجود رابطه جنسی و تبعات حقوقی کم و کم‌هزینه بودن این دو روش ازدواج از لحاظ مهریه و جهیزیه دارند؛ با این حال این دو شیوه در بعد حقوقی و مشروعیت با یکدیگر متفاوت هستند؛ به طوریکه صیغه ریشه در مذهب تشیع دارد ولی ازدواج سفید از دل فرهنگ غرب برخواسته است. در جمهوری اسلامی که با قوانین مذهبی اداره می‌شود، صیغه دارای مشروعیت شرعی است اما ازدواج سفید غیرقانونی تلقی شده و در صورت تولد کودکی در شیوه ازدواج سفید وضعیت قانونی و حقوقی وی نسبت به صیغه متفاوت خواهد بود.[۱۵][۱۶]

## معادل ازدواج سفید در آلمان
در آلمان به زندگی مشترک بدون ازدواج «رابطه شبه ازدواج» گفته می‌شود. در دهه ۱۹۵۰ میلادی که جامعه چنین زندگی مشترکی را به سختی می‌پذیرفت به این نوع زندگی مشترک بدون ازدواج «ازدواج وحشی» می‌گفتند. پس از چند دهه با کنار گذاشتن پیش داوری‌ها، قوانین جلوی مداخله مذهب در زندگی فردی و اجتماعی را گرفت که بیشتر از همه تحت تأثیر جنبشی معروف به «جنبش سال ۶۸» بود.

## ازدواج سفید در ایران
ازدواج سفید یا زندگی دو نفر بدون ازدواج رسمی در ایران، از لحاظ قانونی و دینی به رسمیت شناخته نمی‌شود. همباشی یا ازدواج سفید در ایران با توجه به فرهنگ در حال تغییر جامعه ایرانی و ویژگی‌های آن، یعنی رشد فردگرایی، مدرنیته، روابط سیال و شکاف و تضاد ارزشی، قابل تشریح است..
طبق برآوردهای انجام شده عمر ازدواج سفید در ایران بین ۱ تا ۳ سال می‌باشد. تغییرات اقتصادی؛ ورود سرمایه‌داری و پیدایش ناامنی شغلی، تغییرات فرهنگی مانند ظهور لیبرالیسم اخلاقی و بازاندیشی در سنت، ورود پدیده‌های مربوط به شهرنشینی مانند عناصر نوسازی در ارزش‌ها و گمنامی در شهر، از بین رفتن مفهوم و کارکرد محله، تغییرات در ساخت خانواده و پیدایش روابط مقطعی از مهم‌ترین دلایل ازدواج سفید در ایران بوده است.
تغییرات ارزشی و هنجاری مربوط به ازدواج سفید از مهم‌ترین ارکان این نوع ازدواج می‌باشد که با پیامدهایی مانند رنگ باختن کلیشه‌های جنسیتی، آزادی انتخاب بر بدن و روابط جنسی، بی میلی به ازدواج رسمی، تولد کودکان بی‌هویت، سقط جنین، استرس پنهان ماندن رابطه، طرد اجتماعی و فقدان حمایت و ترس از پیگرد مواجه خواهد بود.

### نظرات منتقدان
ماهنامه زنان امروز، مجله‌ای که با ۱۶ سال فعالیت در سال ۱۳۸۶ توقیف شده بود و پس از ۷ سال توقیف در خرداد ۱۳۹۳ فعالیتش را از سر گرفته بود در ۷ اردیبهشت ۱۳۹۴ به دلیل ترویج ازدواج سفید طبق بند ۲ از ماده ۶ قانون مطبوعات با عنوان «اشاعه فحشا و منکرات و انتشار مطالب خلاف عفت عمومی» و «اخلال به مبانی و احکام اسلام» توقیف شد. وزارت فرهنگ و ارشاد اسلامی نیز از این توقیف حمایت کرد.
 منتقدان، زندگی مشترک بدون ازدواج را باعث کاهش آمار ازدواج رسمی و «سست شدن نظام ارزشی» می‌دانند.
سیاوش شهریور، مدیرکل امور اجتماعی و فرهنگی استانداری تهران در اواسط تابستان سال ۱۳۹۳ از طرح «اعتلای خانواده پایدار» در دستور کار دولت برای مقابله با ازدواج سفید خبر داده بود.

## نکات
1. ↑  ازدواج کامن‌لا مختص کشورهایی‌ست که آن را اجرا می‌کنند